# Antheua amphiaraus
Antheua amphiaraus är en fjärilsart som beskrevs av Sergius G. Kiriakoff 1955. Antheua amphiaraus ingår i släktet Antheua och familjen tandspinnare. Inga underarter finns listade i Catalogue of Life.